# Agrale Marruá
Agrale Marruá (з португальської «дикий бик») — бразильський повнопривідний легковий автомобіль підвищеної прохідності (позадорожник) колісної формули 4х4.

## Історія
Після банкрутства фірми Engesa на початку 1990-х колишні власники викупили права на позадорожник Engesa EE-4/EE-12 та створили нове підприємство — Agrale, яка продовжила дороблення проєкту за військовою спеціфікацією 1/2 тона, 4x4 Viatura de Transporte Não Especializada. Ці машини повинні були замінити джипи часів Другої Світової війни.
Після побудови трьох прообразів бразильська армія підписала контракт на $11 міл. 27 липня 2005 Agrale Marruá був офіційно прийнятий на воруження.
Машина виявилась надійною, простою для лагодження та використання й стала основою для багатьох військових різновидів.

## Різновиди
- AM1 MB. Основна з 4 сидіннями.

- VTL Rec. Варіант для військової розвідки.

- VTNE. 3/4-тоний вантажний пікап.

- AM20-VDC. Командно-штабна машина.

- AM2 MB-NET. Амфібія — варіант для морської піхоти, 6 сидіння.

## Галерея

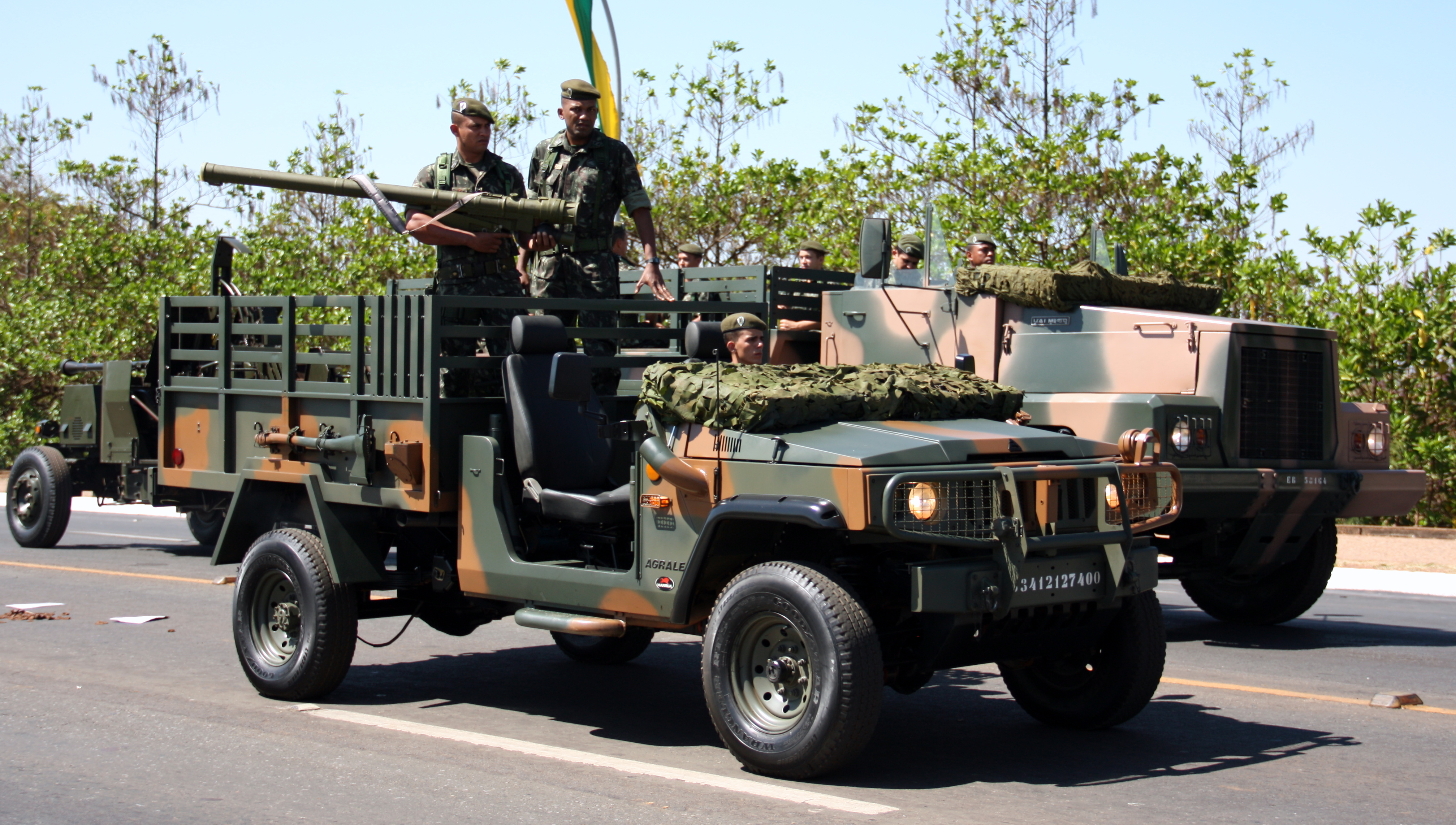
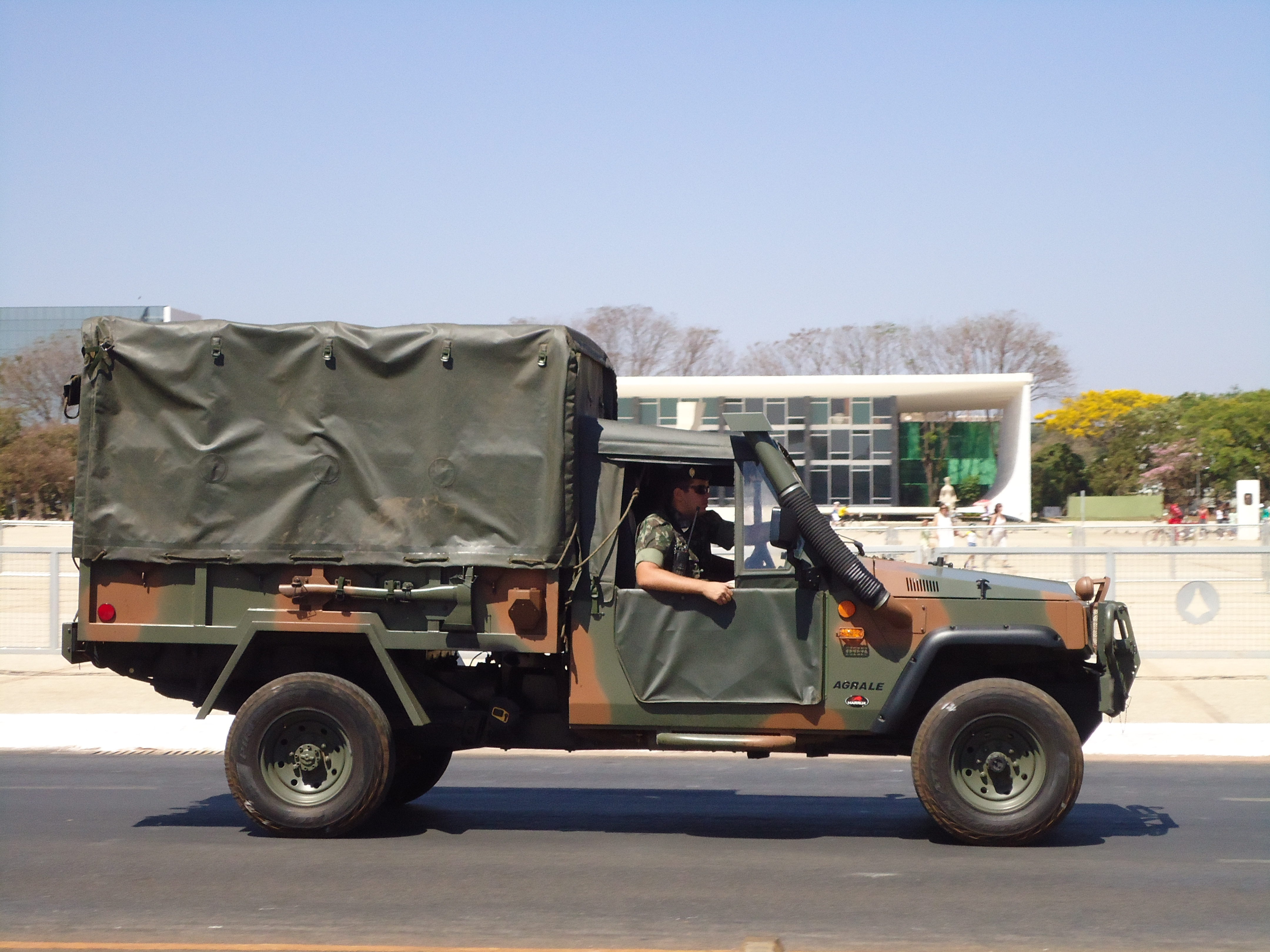
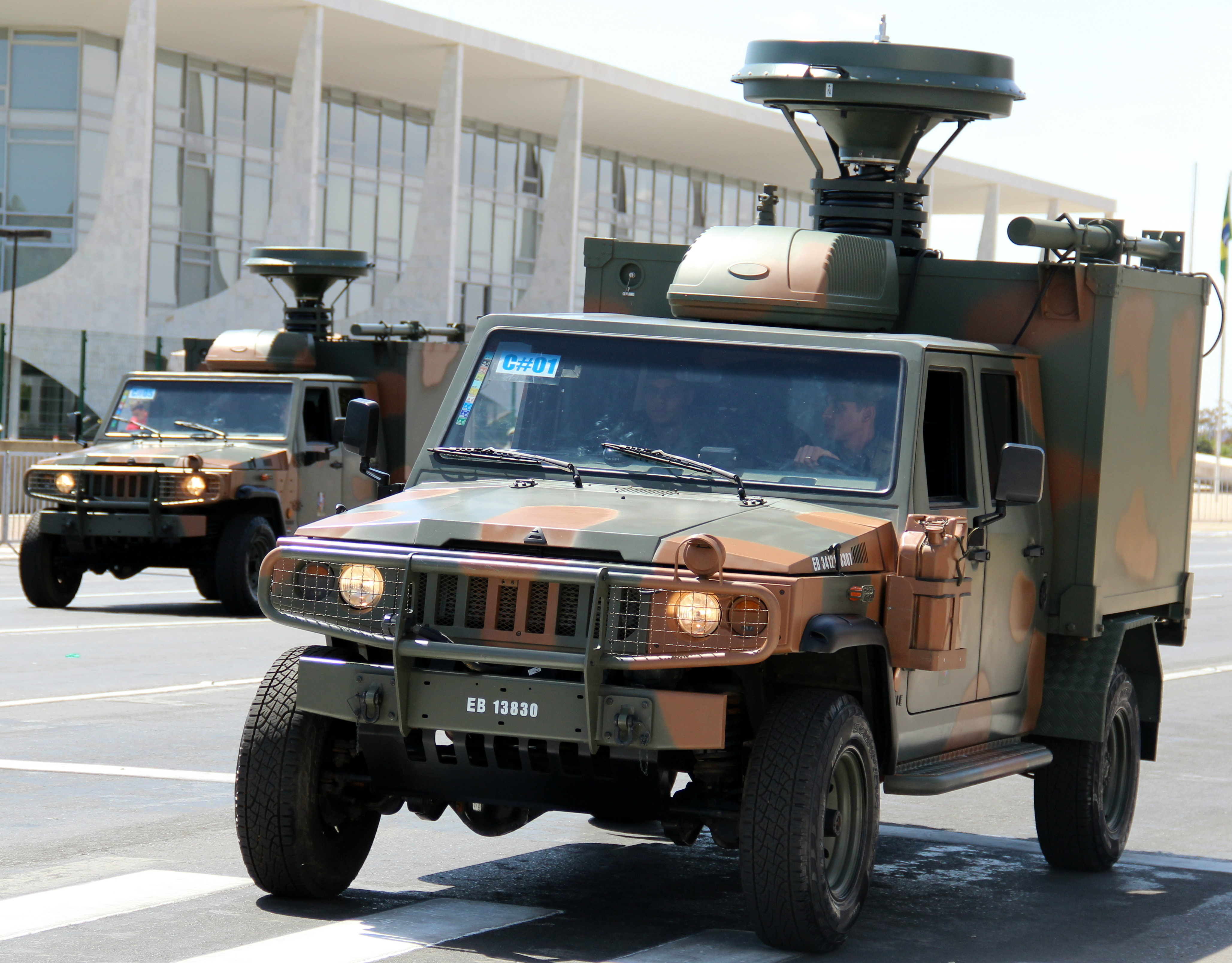
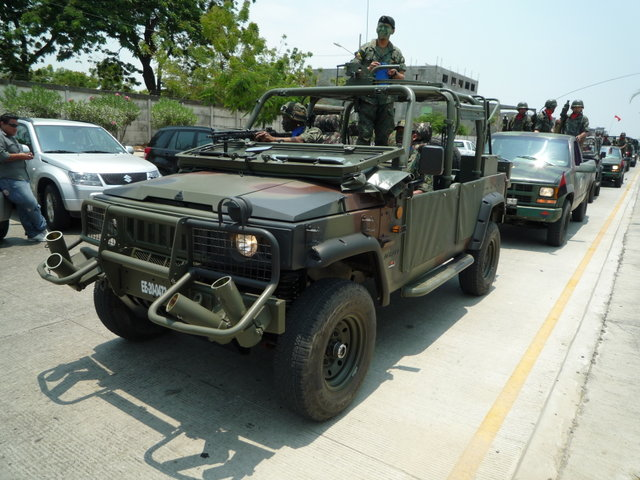

## Країни-використовувачі
- Бразилія

- Аргентина

- Еквадор

- Парагвай

- Суринам

- Намібія